# Passage Saint-Ange
Le passage Saint-Ange est une voie du 17e arrondissement de Paris, en France.

## Situation et accès
Le passage Saint-Ange est situé dans le 17e arrondissement de Paris. Il débute au 131, avenue de Saint-Ouen et se termine au 20, rue Jean-Leclaire. Au no 14 du passage se trouve une école maternelle publique, l'école maternelle Saint-Ange.

## Origine du nom

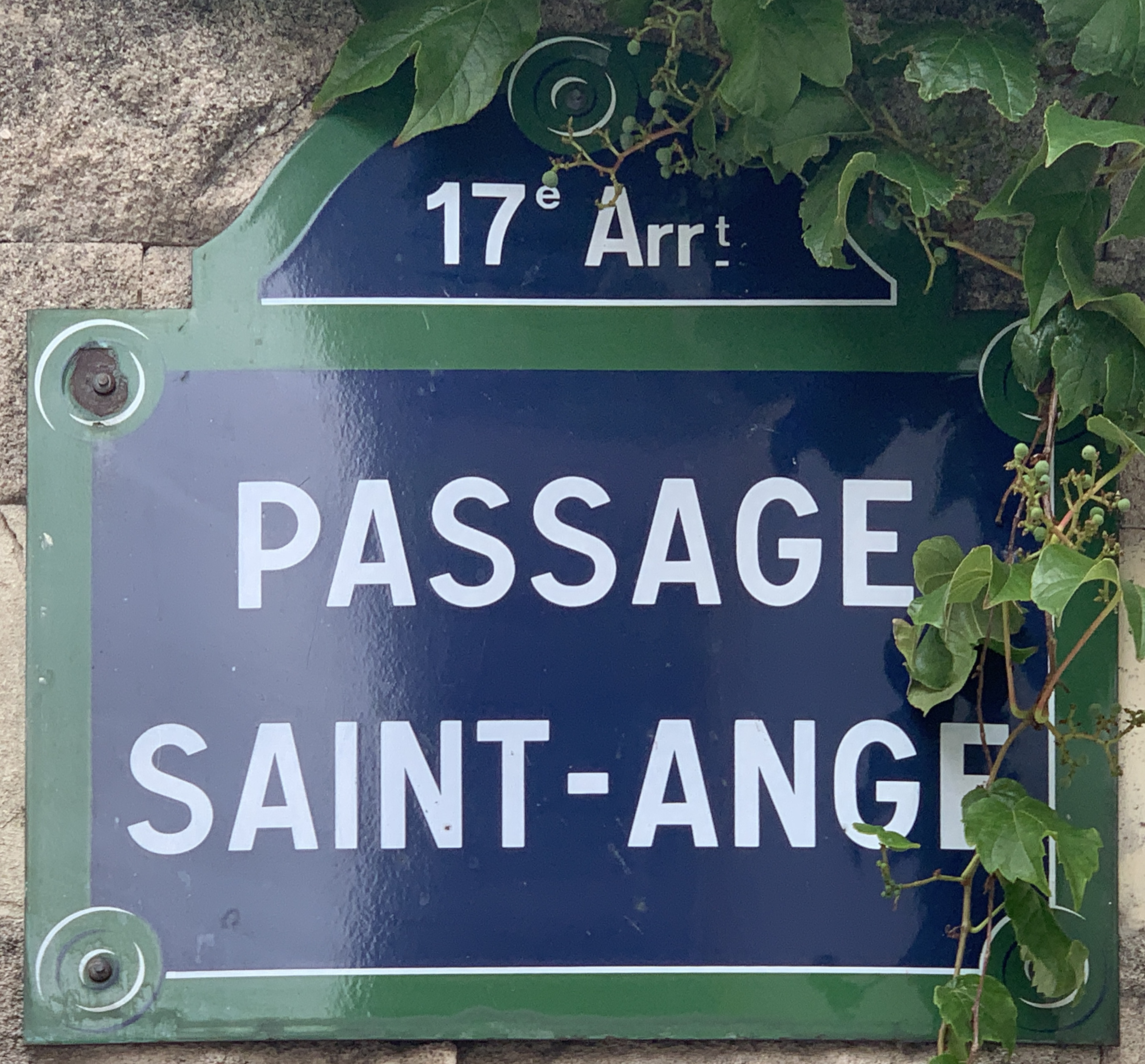
Plaque du passage.

La voie tire son nom de celui d'un ancien  propriétaire.

## Historique
Cette voie formée vers 1870 est classée dans la voirie parisienne par un arrêté municipal du 4 janvier 1995.
En 1946, la partie publique du passage Saint-Ange qui était comprise entre la rue Jean-Leclaire et le boulevard Bessières a pris le nom de « rue du Général-Henrys ».

## Bâtiments remarquables et lieux de mémoire
- No 26 : Louis Rimbault (1877-1949), membre de la bande à Bonnot, y a demeuré.